# Number One (My Chemical Romance)
Number One è un singolo del gruppo musicale statunitense My Chemical Romance, pubblicato il 30 ottobre 2012. È il primo di una serie di cinque doppi lati A contenenti demo registrate dalla band nel periodo di produzione del quarto album Danger Days: The True Lives of the Fabulous Killjoys nel 2009, ma poi scartate.

## Tracce
1. Boy Division – 2:55
2. Tomorrow's Money – 3:16

## Formazione
- Gerard Way – voce
- Ray Toro – chitarra solista, cori
- Frank Iero – chitarra ritmica, cori
- Mikey Way – basso
- Bob Bryar – batteria, percussioni

## Classifiche
| Classifica (2012)          | Posizione massima |
| -------------------------- | ----------------- |
| Regno Unito                | 76                |
| Regno Unito (rock & metal) | 2                 |
| Stati Uniti (rock)         | 30                |
| Stati Uniti (rock digital) | 18                |